# Bercy 2
Pour les articles homonymes, voir Bercy.
Bercy 2 est un centre commercial de 70 enseignes et 36 000 m2 situé à Charenton-le-Pont (Val-de-Marne), au bord de la Seine, encadré par le Quai de Bercy, la rue Escoffier et le périphérique.

## Historique
Inauguré le 24 avril 1990, le bâtiment est l'œuvre de l'architecte Renzo Piano, architecte du Centre Pompidou - avec Jean-François Blassel. La structure cyclopéenne en bois, couverte de 27 000 tuiles d'acier satiné inoxydable et percées d'oculus pour laisser passer une lumière zénithale, est innovante. Sa courbure qui épouse le virage d’une bretelle du périphérique évoque un grand dirigeable d'où les surnoms de « zeppelin » ou de « baleine » . « La baleine » est le second bâtiment construit à Paris par l’architecte de renommée internationale et sénateur italien Renzo Piano, après le Centre Georges Pompidou et la réhabilitation des établissements Schlumberger en 1984. Même si l'architecte y fait peu référence, « la Baleine » est un de ses rares bâtiments courbes et sans doute une source d'inspiration pour la fondation Pathé (2014).
Le centre fut acheté par Goldman Sachs (via Archon Group) pour le compte des fonds Whitehall. Il fut revendu en 2000 à Hammerson pour 70,4 M€ qui l'a lui-même cédé en 2015 à Tikehau IM pour 64 M€.

## Projets futurs
En 2018, UrbanEra ayant remporté l'appel à projets « Inventons la Métropole du Grand Paris », le projet Charenton-Bercy est officiellement lancé et celui-ci occasionnera la fermeture définitive (initialement prévu en 2021) du centre commercial à l'aube de 2030 . D'importants travaux seront réalisés dans le périmètre actuellement occupé par Bercy 2 et les entrepôts logistiques adjacents, en vue de la création d'un nouveau quartier mixte. Les commerces, dont le Carrefour, seront transférés aux pieds des nouveaux bâtiments, le long de la rue Baron-Le-Roy, qui sera prolongée depuis Paris vers Charenton.
Le projet de renouvellement urbain du quartier Bercy-Charenton fait état de la destruction du bâtiment abritant le centre commercial Bercy 2. La « baleine » devrait céder donc la place à des « clusters », ces réseaux d'entreprises constitués majoritairement de PME et de TPE . Des architectes s'émeuvent de cette destruction : « Qu’un centre commercial soit démoli est, aujourd’hui, étonnant. Qu’un centre commercial de Renzo Piano le soit, l’est d’autant plus ». D'autant que d'autres acteurs proposent de loger les clusters d'entreprise dans l'innovante structure de bois de l'ancien commercial, ce qui serait à la fois une manière de réduire l’empreinte carbone du projet, tout en sauvegardant un « OVNI architectural » du 20e siècle.

## Enseignes

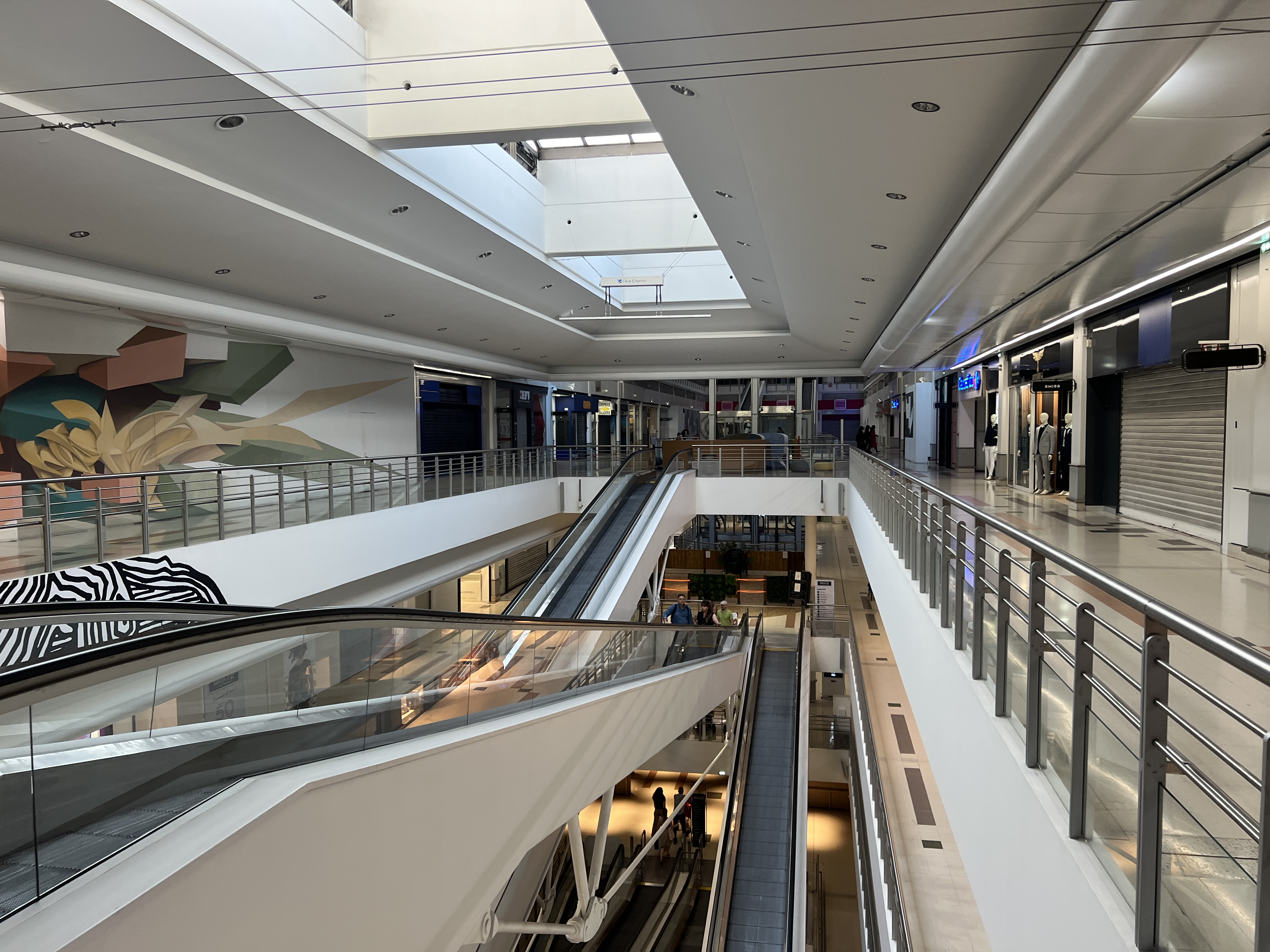
Intérieur du centre commercial.

Le centre commercial a une surface de 36 000 m2 et compte 70 magasins dans les secteurs du vêtement, des soins de soi, des services et banques, du sport, culture et loisirs, de l'alimentation et restauration.
En août 2021, le centre commercial Bercy 2 accueille désormais 28 enseignes contre 21 deux années auparavant.
Malgré les menaces qui pèsent sur le centre commercial l'enseigne Action inaugure un point de vente le 26 décembre 2022.